# Richard de Clare, III conde de Hertford
Richard de Clare, III conde de Hertford, Lord de Clare, Tonbridge, y Cardigan (c. 1153–1217), fue un poderoso noble normando con vastas posesiones en Inglaterra y Gales.

## Carrera
Richard era hijo de Roger de Clare, II conde de Hertford y Maud, hija de James de St. Hillary. Conocido generalmente como el Conde de Clare, había heredado la mayor parte de las tierras de Giffard de su antepasada, Rohese. Asistió a las coronaciones de Ricardo I en Westminster, el 3 de septiembre de 1189, y de Juan I el 27 de mayo de 1199. Estuvo también  presente en el homenaje de Guillermo I de Escocia como Conde inglés de Huntingdon en Lincoln.

## Matrimonio
Se casó (c. 1172) con Amice Fitzwilliam, condesa de Gloucester (c. 1160–1220), segunda hija, y co-heredera, de William Fitz Robert, Conde de Gloucester, y Hawise de Beaumont.  En algún momento antes de 1198, el matrimonio del conde y su mujer Amice fue disuelto por el Papa basándose en consanguinidad entre los cónyugres. Se separaron durante un tiempo, pero aparentemente recuperaron su matrimonio con autorización papal tiempo después.

## Carta Magna
Se unió a los Barones contra Juan I, incluso aunque había jurado paz con el rey previamente en Northampton, y su castillo de Tonbridge fue capturado. Jugó un papel destacado en las negociaciones para la Carta Magna, y fue uno de los veinticinco garantes. El 9 de noviembre de 1215, fue comisionado por el partido de los Barones para negociar la paz con el Rey. En 1215, sus tierras en Cambridge, Norfolk, Suffolk y Essex fueron entregadas a Robert de Betun. Él y su hijo figuran eran entre los Barones excomulgados por el Papa en 1215. Sus armas propias eran:tres chevrones gules sobre oro.

## Familia
Richard y Amice tuvieron descendencia:
- Gilbert de Clare (ca. 1180– 25 de octubre de 1230), IV Conde de Hertford y V Conde de Gloucester, (o I Conde de Gloucester de nueva creación). Se casó en 1217 con Isabel Marshal.
- Maud de Clare (ca. 1184–1213), casado en 1206, con Sir William de Braose, hijo de William de Braose y Maud de St. Valery.
- Richard de Clare (ca. 1184 – 4 de marzo de 1228, Londres)
- Mathilde, casada con Rhys Gryg hijo de Rhys ap Gruffydd, príncipe de Deheubarth.